# Christoph Martschinko
Christoph Martschinko (Lebring-Sankt Margarethen, 13 febbraio 1994) è un calciatore austriaco, difensore del SV Lebring.

## Carriera

### Club
Ha iniziato a giocare nelle giovanili del suo club locale SV Lebring ed è stato trasferito alla squadra giovanile del FC Red Bull Salzburg nel 2008. Nel 2011 realizza il suo primo gol per i Juniors Red Bull, la seconda squadra del club. Nell'aprile 2012 ha conseguito il suo primo contratto come giocatore professionista. Nel 2012 è andato in prestito al SC Wiener Neustadt, dove ha debuttato nel primo campionato il 15 settembre 2012 contro il Wolfsberger AC.

### Nazionale
Ha giocato numerose partite con le nazionali giovanili austriache Under-16, Under-17, Under-18, Under-19 ed Under-21.